# Sandugo
El Sandugo fue un pacto de sangre, realizado el 16 de marzo de 1565 en la isla de Bohol en Filipinas, entre el explorador español Miguel López de Legazpi y Datu Sikatuna, jefe de Bohol para sellar su amistad siguiendo la tradición tribal. Está es considerado como el primer tratado de amistad entre los españoles y los filipinos. «Sandugo» es una palabra que en el idioma visayo significa «la misma sangre».

## Símbolo oficial
El Sandugo se representa tanto en la bandera provincial como en  el sello o escudo oficial del gobierno en Bohol.
El emblema incorpora la imagen del pacto de sangre: La parte superior de la junta explica la historia detrás de la Sandugo  ocurrió en Bohol en el lugar donde había anclado la flota española el 16 de marzo 1565.

## Tradiciones

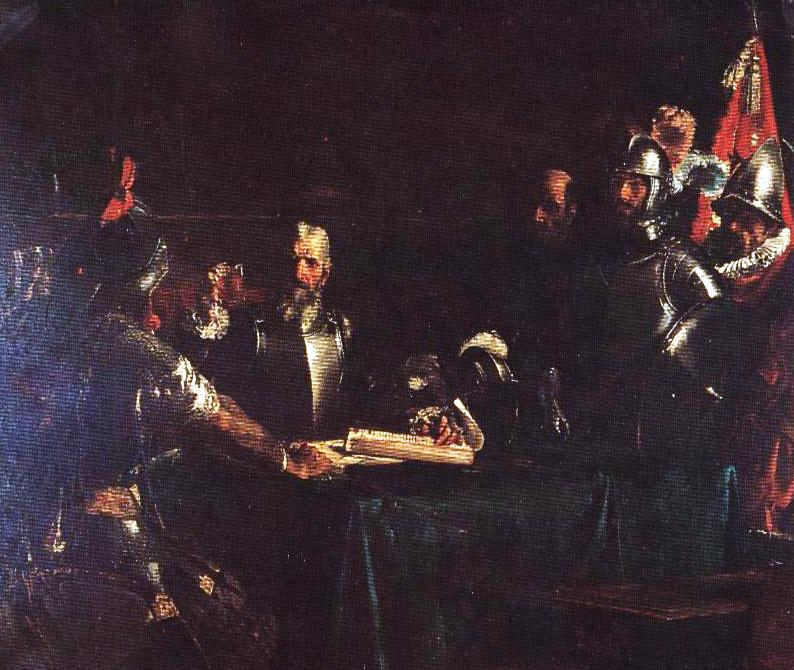
El pacto de sangre de Juan Luna.

Mediante la realización de un pacto de sangre, mantiene los lazos de amistad entre los dos pueblos. Esta ceremonia fue el primer tratado de amistad entre los nativos y los españoles.
En honor a esta ceremonia, siendo presidente de Filipinas Elpidio Quirino estableció la Orden de Sikatuna.
En 1883 el pintor filipino Juan Luna representa este acontecimiento histórico en su cuadro titulado El pacto de sangre. Esta obra pictórica obtuvo medalla de plata a título póstumo en la Louisiana Purchase Exposition de San Louis de 1904.